# لوییس همیلتون
سِر لوییس کارل دیویدسون همیلتون (انگلیسی: Sir Lewis Carl Davidson Hamilton؛ زادهٔ ۷ ژانویه ۱۹۸۵) رانندهٔ بریتانیایی مسابقات فرمول یک از تیم اسکودریا فراری است. او با هفت عنوان قهرمانی فرمول یک قهرمانی جهان در کنار سر مایکل شوماخر به عنوان پرافتخارترین راننده فرمول یک،شناخته می‌شود.
او نخستین قهرمانی خود در فرمول یک را در سال ۲۰۰۸ و با تیم مک‌لارن به دست آورد و تا سال ۲۰۱۲ برای این تیم رانندگی کرد. او سپس در ۲۰۱۳ به تیم مرسدس پیوست و در ۲۰۱۴ و ۲۰۱۵ برای دو سال متوالی قهرمان فرمول یک شد؛ او این قهرمانی‌های متوالی را در سال‌های ۲۰۱۷، ۲۰۱۸، ۲۰۱۹ و ۲۰۲۰ هم ادامه داد و با هفت قهرمانی رکورد بیشترین قهرمانی فرمول یک را با مایکل شوماخر به اشتراک گذاشت.
تغییر در آیین‌نامه ۲۰۱۴ برای استفاده از موتورهای توربو-هیبریدی به آغاز یک دوره بسیار موفق برای همیلتون کمک کرد، که طی آن وی هفت عنوان قهرمانی جهان کسب کرد. همیلتون در سال‌های ۲۰۱۴ و ۲۰۱۵ طی یک رقابت شدید با هم‌تیمی خود، نیکو رزبرگ، عناوین متوالی را به دست آورد تا با سه قهرمانی جهان قهرمان خود آیرتون سنا برابری کند.
همیلتون در سال ۲۰۲۱ با یک پایان بحث‌برانگیز به سختی از کسب عنوان قهرمانی به مکس ورشتاپن بازماند. بعد از دو فصل بدون برد، همیلتون اولین راننده‌ای بود که در سیصدمین گرندپری خود در گرندپری بریتانیا ۲۰۲۴ برنده شد. او مرسدس را ترک کرد و برای فصل ۲۰۲۵ و پس از آن به فراری پیوست.

## سال‌های ابتدایی زندگی

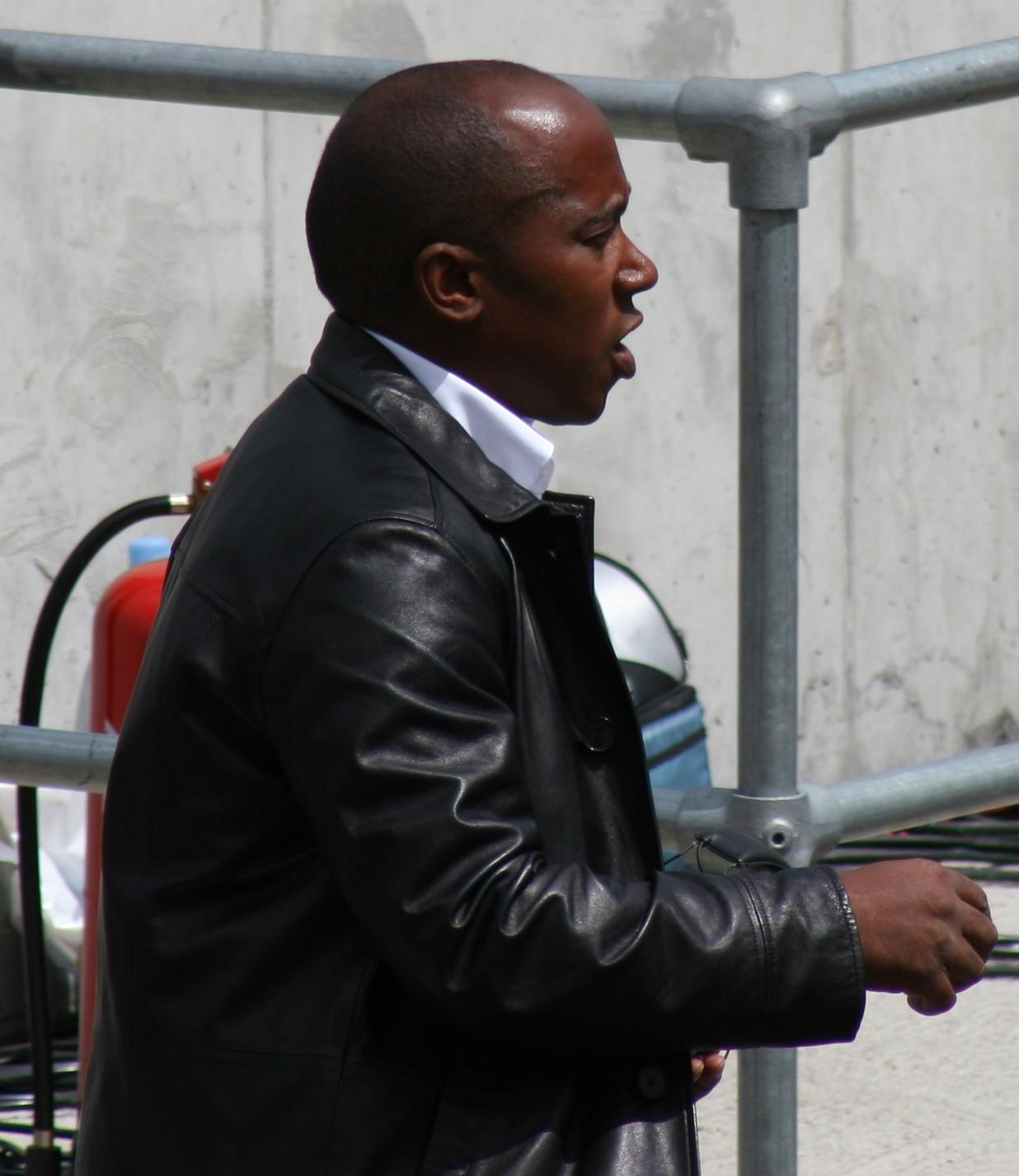
آنتونی همیلتون، پدر لوئیس همیلتون، در گرند پری بریتانیا ۲۰۰۹.

همیلتون در ۷ ژانویه ۱۹۸۵ در استیونج، هرتفوردشر، انگلیس، ۳۰ مایلی شمال لندن متولد شد. پدر همیلتون ، آنتونی، سیاه‌پوست انگلیسی است، در حالی که مادر او کارمن، سفید بریتانیایی است، و این باعث می‌شود نژاد مخلوط داشته باشد. همیلتون خود را سیاه‌پوست می‌داند. پدر و مادر لوئیس هنگامی که او دو ساله بود از هم جدا شدند و در نتیجه، وی تا دوازده سالگی با مادر و خواهران ناتنی خود زندگی کرد و سپس با پدر، نامادری و برادر ناتنی خود نیکولاس، که او نیز یک راننده مسابقه حرفه ای است زندگی کرد. همیلتون به عنوان یک کاتولیک بزرگ شد.
پدر همیلتون از پنج سالگی برای او یک ماشین کنترلی خریداری کرد که اولین طعم مسابقه را به او داد قبل از اینکه در سال بعد در مسابقات قهرمانی ملی BRCA دوم شود. همیلتون دربارهٔ آن زمان گفت: «من در حال مسابقه دادن این اتومبیل‌های کنترل از راه دور و قهرمانی در مسابقات باشگاهی برابر بزرگسالان بودم». همیلتون به عنوان تنها کودک سیاه‌پوست که در باشگاه خود مسابقه می‌داد، نژادپرستی را از کودکی تجربه کرد. در سن ۵ سالگی، همیلتون کاراته را به کار گرفت تا در نتیجه زورگویی در مدرسه از خود دفاع کند؛ بعداً، او یادگرفت که به عنوان بخشی از رقابت کارتینگ خود با همبازی آینده فرمول یک مرسدس، نیکو رزبرگ، یک‌چرخهسواری کند. پدرش هنگامی که همیلتون شش ساله بود برای کریسمس برای او ماشین کارتینگ خرید و قول داد تا زمانی که در مدرسه سخت تلاش کند از حرفه مسابقه خود حمایت کند. برای حمایت از همیلتون، پدرش از سمت خود به عنوان مدیر فناوری اطلاعات اخراج کار و پیمانکار شد. گاهی تا چهار شغل در آن واحد کار می‌کرد، در حالی که هنوز در تمام مسابقات پسرش شرکت می‌کرد. آنتونی بعداً شرکت IT خود را تأسیس کرد، هنوز پسرش را مدیریت می‌کرد و مدیریت او را تا اوایل سال ۲۰۱۰ ادامه داد.آنتونی علاوه بر کار IT خود، شغل‌های اضافی را برای تأمین هزینه‌های حرفه ای اتومبیلرانی پسرش به عهده گرفت، از جمله کار به عنوان فروشنده پنجره دو جداره، ماشین ظرفشویی و نصب تابلو برای آژانس‌های املاک.
همیلتون در مدرسه جان هنری نیومن تحصیل کرد، که یک مدرسه راهنمایی داوطلبانه کاتولیک در استیونج، هرتفوردشر بود. او علاوه بر مسابقه، با اشلی یانگ، که بعداً ملی پوش انگلیس شد، برای تیم مدرسه خود فوتبال بازی کرد. همیلتون، یکی از هواداران آرسنال بود، و گفت که اگر فرمول یک برای او مناسب نبود، او یک فوتبالیست یا یک کریکت باز می‌شد، زیرا هر دو را برای تیم‌های مدرسه خود بازی کرده بود. در فوریه ۲۰۰۱ وی تحصیلات خود را در دانشگاه علوم و هنرهای کمبریج (CATS)، یک کالج خصوصی در کمبریج، آغاز کرد.

## زندگی حرفه ای

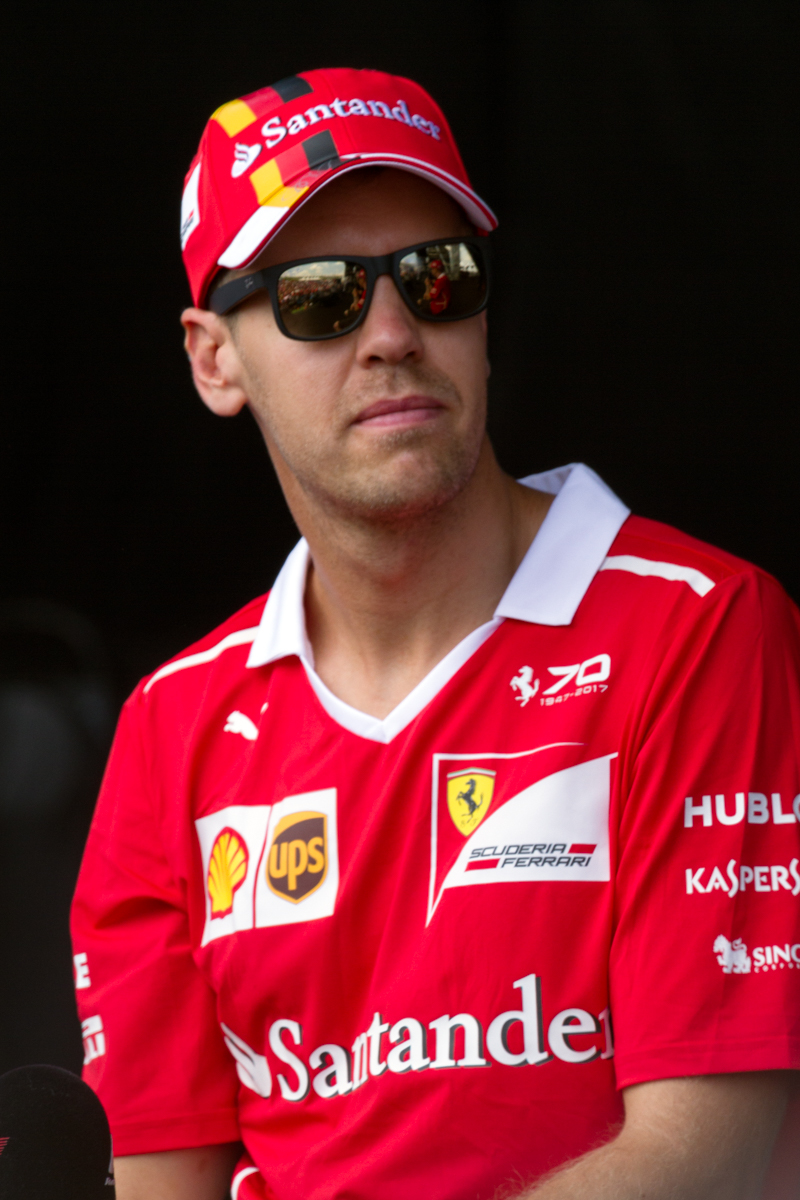
فرمول یک 2017 Rd.15 GP مالزی: سباستین فتل (فراری) در جلسه فن

علاقه همیلتون به مسابقه و ماشین سواری، در ۶ سالگی او و در زمانی به وجود آمد که پدرش برای او یک ماشین اسباب‌بازی کنترل از راه دور خرید. او در سال ۱۹۹۸ به پروژه حمایتی رانندگان جوان مک‌لارن پیوست؛ سه سال پیش از این، همیلتون یک بار در یکی از مراسم‌های اهدای جوایز، به ران دنیس مدیر مک‌لارن گفته بود: «یک روز من ماشین‌های مک‌لارن را خواهم راند.»
همیلتون با قهرمانی در مسابقات سری رنو بریتانیا، قهرمانی فرمول ۳ سری اروپا و قهرمانی در مسابقات GP2 که بعدها نامش به فرمول ۲ تغییر کرد، پله‌های پیشرفت را در این رشته طی کرد. همیلتون در سال ۲۰۰۷، یعنی دوازده سال پس از گفتگوی کوتاهش با ران دنیس، کار خود را در فرمول یک و با رانندگی در تیم مک‌لارن آغاز کرد. او از پدری سیاه‌پوست و مادری سفیدپوست متولد شده است؛ همیلتون نخستین و تنها راننده سیاه‌پوست است که در فرمول یک به رقابت پرداخته است.
در سال ۲۰۰۷، همیلتون در نخستین فصل حضور خود در فرمول یک، رکوردهای زیادی را بر جای گذاشت و در پایان فصل تنها با اختلاف یک امتیاز، پس از کیمی رایکونن در جایگاه دوم قرار گرفت؛ از جمله رکوردهای او در این فصل می‌توان به بیش‌ترین سکو در نخستین فصل حضور(۹)، بیش‌ترین پیروزی در رقابت‌های جایزه بزرگ در نخستین فصل حضور(۴) و بیش‌ترین امتیاز در نخستین فصل حضور(۱۰۹) اشاره کرد.
در فصل بعد، همیلتون موفق شد در یک فصل هیجان‌انگیز، نخستین قهرمانی خود در رقابت‌های فرمول یک را به دست آورد؛ همیلتون موفق شد با اختلاف یک امتیاز نسبت به فیلیپه ماسا، مقام قهرمانی مسابقات فرمول یک را به دست آورد و تبدیل به جوان‌ترین قهرمان مسابقات فرمول یک تا آن زمان بشود، رکوردی که بعدها توسط سباستیان فتل شکسته شد. همیلتون بعد از چهار سال حضور در تیم مک‌لارن و درحالی‌که در طی این مدت رتبه ای بهتر از مقام چهارم به دست نیاورده‌بود، در سال ۲۰۱۳ به تیم مرسدس پیوست؛ جایی که هم‌تیمی دوران کودکی او در کارتینگ، نیکو رزبرگ در آن‌جا حضور داشت. همیلتون در نخستین فصل حضور خود در مرسدس، برای سومین بار در پنج فصل اخیر، در جایگاه چهارم فرمول یک قرار گرفت.
تغییر مقررات مسابقات مبنی بر لزوم استفاده از موتورهای توربو-هیبریدی، آغاز عصر موفقیت‌های همیلتون و تیم مرسدس بود؛ در این سال‌ها، همیلتون برای دو سال متوالی در سال‌های ۲۰۱۴ و ۲۰۱۵ قهرمان فرمول یک قهرمانی جهان شد؛ در این دوران همیلتون رقابت جدی و شدیدی را با هم تیمی‌اش نیکو رزبرگ بر سر قهرمانی در فرمول یک داشت؛ این دو قهرمانی همیلتون را در کنار آیرترون سنا، قهرمان بزرگ فرمول یک با سه قهرمانی فرمول یک قهرمانی جهان قرار داد. پس از بازنشستگی نیکو رزبرگ، سباستیان فتل راننده تیم فراری جدی‌ترین و بزرگ‌ترین رقیب همیلتون در راه کسب قهرمانی بوده است و این دو رقابت شدیدی را با یکدیگر داشته‌اند؛ اما همیلتون در سال‌های ۲۰۱۷ و ۲۰۱۸ برای دو سال متوالی موفق به قهرمانی در رقابت‌های فرمول یک قهرمانی جهان شد و با پنج عنوان قهرمانی رقابت‌های فرمول یک، در کنار خوان مانوئل فانخیو اسطوره رقابت‌های فرمول یک قرار گرفت. او در سال ۲۰۱۹، موفق شد برای سومین سال متوالی، قهرمان مسابقات فرمول یک قهرمانی جهان شود و با کسب ششمین عنوان قهرمانی فرمول یک، پشت سر میشائیل شوماخر، قهرمان اسطوره‌ای فرمول یک که با هفت عنوان قهرمانی پرافتخارترین راننده تاریخ فرمول یک است، قرار بگیرد. همیلتون همچنین در تاریخ ۲۵ اکتبر ۲۰۲۰ رکورد بیشترین برد ۹۱تایی شوماخر را شکست و با ۹۷ برد بیشترین پیروزی را در فرمول یک دارد
در سال ۲۰۲۱ ماکس فرستاپن رقیب اصلی او در تیم ردبول بود در آن فصل رقابت بسیار جدی و شدیدی بین او و فرستاپن بود که حتی تا مسابقه آخر هردو راننده با امتیاز برابر به مسابقه آخر رفتند. چند دور به پایان مسابقه باقی مانده بود و همیلتون با اختلاف ۱۲ ثانیه که ایجاد کرده بود به دنبال قهرمانی هشتم بود اما تصادف نیکلاس لطیفی در برخورد با دیواره و تصمیم عجیب مایکل مسی دربارهٔ ماشین‌های لپی همه معادلات را بهم ریخت و فرستاپن که از لاستیک‌های سافت نو بهره می‌برد توانست از همیلتون با لاستیک‌های هارد کهنه سبقت بگیرد و به اولین قهرمانی خود برسد

## فرمول یک

### فصل ۲۰۰۷
همیلتون در اولین سال حضورش در فرمول وارد تیم مکلارن شد وهم تیمی او کسی نبود جز بهترین راننده و قهرمان وقت جهان فرناندو الونسو!
فرناننو آلونسویی که به سلطه فراری و مایکل شوماخر پایان داده بود و در رقابتی نفس گیر او را شکست داد و شوماخر بزرگ مجبور به بازنشستگی شد
همیلتون جوان و بی تجربه بدون ترس و واهمه از هم تیمی خود از اول فصل با او رقابت کرد یکی از هیجان انگیزترین فصل‌های تاریخ فرمول یک را رقم زدند.
رقابت برای قهرمانی جهان به اوج خود رسید و این رقابت، آن هارا به دشمن‌های سرسختی برای هم تبدیل کرد.
همیلتون اولین برد و پول پوزیشن خودش را در مسابقه کانادا به‌دست‌آورد و تاریخ سازی کرد او بردهای خود را ادامه داد و در انتهای فصل او ۱۴ امتیاز از کیمی رایکونن دیگر رقیب خود جلو بود و می‌توانست به راحتی برای اولین بار قهرمانی جهان شود و به تنها فردی تبدیل شود که در اولین سال حضورش قهرمان جهان شده است اما در مسابقه چین در حالی که می‌توانست مسابقه را ببرد و قهرمانی جهان خود را به‌دست‌آورد درحال ورود به پیت لین تعادل ماشین از دستش خارج شد و نتوانست از ان مسابقه امتیاز بگیرد. در مسابقه آخر او نیاز به کسب حداقل رده ششم بود ولی او با کسب رده هفتم در عین ناباوری و بی تجربگی قهرمانی جهان با فاصله فقط یک امتیاز به کیمی رایکونن واگذار کرد
همیلتون این فصل را هم امتیاز با هم تیمی خود فرناندو آلونسو با توجه به یک سکوی دوم بهتر در رتبه دوم فصل به پایان رساند

### فصل ۲۰۰۸
سال ۲۰۰۸ سال خیلی خوبی برای همیلتون بود. او با شش پیروزی به استقبال مسابقهٔ آخر در برزیل رفت و فقط نیاز داشت پنجم بشود تا بتواند بالاتر از فلیپه مسا قهرمان رقابت‌های فرمول یک بشود. او مسابقه را با لاستیک‌های بارانی آغاز نکرد اما پس از شروع مسابقه باران شروع به باریدن کرد و او تا لاستیک‌هایش را عوض کند از ردهٔ پنجم پایین‌تر رفت. ادامه کار او بالاخره توانسته بود به ردهٔ پنجم دلخواهش برسد اما وقتی دو دور به پایان مسابقه مانده بود فتل از او سبقت گرفت و همیلتون ششم شد، این به معنای از دست رفتن قهرمانی بود. همیلتون که قهرمانی را از دست رفته می‌دید می‌رفت که در ردهٔ ششم کار را به پایان برساند، همه در گاراژ تیم فراری خوشحالی می‌کردند، اما در آخر یکی از راننده‌ها (گلاک) دچار مشکل شد (چون بارون قطع شده بود لاستیک بارانی یا همون وت رو عوض کرده بودن ولی دوباره بارون گرفت و تیم تویوتا لاستیک هاشون رو دوباره عوض نکرده بودن) و فتل و همیلتون از او سبقت گرفتند و همیلتون باز هم پنجم بود و این یعنی قهرمانی او در رقابت‌های آن سال و تاریخ سازی او

### فصل ۲۰۰۹_ ۲۰۱۲
با توجه به ماشین ضعیف مکلارن و اوج گرفتن ردبول و سباستین فتل سال ۲۰۰۹ سال خوبی برای لوئیس نبود و او تنها توانست ۵ سکو به‌دست‌آورد و ۲ مسابقه را ببرد و با ۴۹ امتیاز پنجم بشود. سال بعد وضعیت او کمی بهتر شد و ۹ سکو کسب کرد و ۳ مسابقه را برد و در پایان فصل چهارم شد. او در سال‌های ۲۰۱۱ و ۲۰۱۲ به ترتیب توانست پنجم و چهارم بشود تا اینکه در سال ۲۰۱۳ تصمیم به تغییر و ریسک کردن در دوران حرفه ای خود شد به تیم مرسدس پیوست.

### فصل ۲۰۱۳
همیلتون با قراردادی سه ساله به مرسدس پیوست و دوباره هم تیمی نیکو روز برگ شده بود، او توانست با ماشینی که رقابتی نبود و حرفی برای گفتن نداشت اولین پیروزی اش را در مجارستان به‌دست بیاورد. مجارستان اولین و آخرین پیروزی او در فصل ۲۰۱۳ بود و او کارش را با قرار گرفتن در ردهٔ چهارم پشت سر ماشین‌های ردبول و سباستین فتل به پایان برساند.

### فصل ۲۰۱۴
اما سال ۲۰۱۴ سالی بود که سلطهٔ مرسدس بر فرمول یک د و نتیجه اش این شد که تیم مرسدس ۱۶ مسابقه از ۱۹ مسابقه را از آن خود کرد که سهم همیلتون ۱۱ پیروزی بود. در سال ۲۰۱۴ همیلتون یا مسابقه ای را تمام نمی‌کرد یا اگر تمام می‌کرد سکو به‌دست میاورد، او سه بار از دور مسابقه خارج شده بود و به غیر از این سه مسابقه همهٔ مسابقه‌های دیگر را بر روی سکو به پایان رساند و به راحتی بعد از سال ۲۰۰۸ دوباره دوباره به قهرمانی جهان در فرمول ۱ رسید.

### فصل ۲۰۱۵
در فصل ۲۰۱۵ این رقابت‌ها نیز مرسدس و فرم خوبشان را حفظ کردند و او سومین قهرمانی جهانش اش را به راحتی با شکست دادن روزبرگ و سباستین فتل به‌دست‌آورد در! حالی که سه مسابقه به پایان فصل مانده بود.
او با این قهرمانی به رکورد ۳ قهرمانی جهان رسید و با رکورد آیرتون سنا افسانه ای که همیلتون او را الگوی خود می‌دادند و قطعاً جزو سه راننده برتر تاریخ است برابری کرد.

### فصل ۲۰۱۶
شاید مانند فصل ۲۰۰۷ و جنگیدن همیلتون با فرناندو آلونسو سخت‌ترین فصل دوران حرفه ای همیلتون فصل ۲۰۱۶ بوده است
روزبرگ بعد از ۳ فصل متوالی باختن به همیلتون فهمیده بود که از نظر مهارت و استعداد نمی‌تواند با همیلتون رقابت کند پس فصل ۲۰۱۶ را با حقه‌های روان‌شناسی و کار کردن روی ذهن همیلتون آغاز کرد. او با مصاحبه‌هایش و فشار گذاشتن روی همیلتون او را دچار مشکل کرده بود و همیلتون بخاطر همین فشارها نتوانست فصل ۲۰۱۶ رو خوب آغاز کند و روزبرگ با ۴ برد پیاپی فصل ۲۰۱۶ رو طوفانی آغاز کرد.
اوج اختلافات و درگیری‌های روزبرگ و همیلتون به مسابقه پنجم اسپانیا (کاتالونیا) بازمی‌گردد که همیلتون پول پوزیشن رو در دست داشت و از رده اول استارت می‌زد اما روزبرگ از بیرون از همیلتون سبقت گرفت و از او رد شد و همیلتون برای جبران خواست که از او سبقت بگیرد اما این دو هم‌تیمی به هم برخورد کردن و از مسابقه خارج شدند.
روزبرگ پیشتاز امتیازی بود که همیلتون با بردهای پیاپی به او رسید و فرصت داشت تا جایگاه خود در صدر جدول را تضمین کند و چهارمین قهرمانی جهان خود را به‌دست‌آورد اما انگار سال ۲۰۱۶ سال همیلتون نبود. او در مسابقه مالزی در حالی که پیشتاز مسابقه بود موتور ماشینش آتش گرفت و مجبور به بیرون رفتن از مسابقه شد و ۲۵ امتیاز که به راحتی می‌توانست بگیرد برای او از دست رفت.
۴ مسابقه به پایان فصل مانده بود. مسابقات به ترتیب در آمریکا مکزیک برزیل و ابوظبی برگزار می‌شد و با این اتفاقات همیلتون از روزبرگ عقب‌تر بود. همیلتون مجبور به بردن هر ۴ مسابقه بود و نیاز داشت که روزبرگ در هر ۴ مسابقه پایین‌تر از او مسابقه را تمام کند و یک مسابقه از رده چهارم پایین‌تر رود تا قهرمان جهان شود. همیلتون مسابقه مکزیک را برد و روزبرگ دوم شد. همیلتون مسابقه ژاپن را برد و روزبرگ دوم شد. همیلتون مسابقه برزیل رو برد و روزبرگ دوم شد. با این نتایج همیلتون نیاز داشت که مسابقه آخر در ابوظبی را ببرد و روزبرگ مسابقه را در رده چهارم تمام کند. همیلتون پول پوزیشن را به‌دست آورده بود و مسابقه را با از رده اول شروع می‌کرد و روزبرگ مسابقه را از رده دوم. همیلتون هرکاری که از دستش بر میامد را انجام داد و برنده مسابقه شد اما روزبرگ بی اشتباه ظاهر شد و مسابقه را در رده دوم تمام کرد و او قهرمانی جهان را در یک فصل بی نظیر و باور نکردنی از همیلتون گرفت
بعد از اتمام فصل ۲۰۱۶ و قهرمانی روزبرگ همه منتظر فصل ۲۰۱۷ و یک رقابت دیگر از همیلتون روزبرگ بودند اما در یک اتفاقی عجیب روزبرگ در اوج از دنیای فرمول ۱ خداحافظی کرد.

### فصل ۲۰۱۷
بعد از شکست خوردن همیلتون در مقابل روزبرگ در فصل ۲۰۱۶ او تغییراتی را در تغذیه خود به وجود آورد به گیاه‌خواری روی آورد و مشروبات الکلی را برای همیشه از زندگی خود حذف کرد و مصمم برای قهرمانی جهان وارد فصل ۲۰۱۷ شد.
در فصل۲۰۱۷ همیلتون و والتری بوتاس فنلاندی که از تیم ویلیامز آمده بود و جایگزین روزبرگ شده بود دو راننده تیم مرسدس بودند، همیلتون مثل همیشه یکی از مدعی‌های اصلی برای رسیدن به عنوان قهرمانی بود. طبق پیش‌بینی‌ها همیلتون با یک رقابت سخت و نفس گیر سباستین فتل قهرمان ۴ دوره جهان و رقیب اصلی خود را شکست داد و در مسابقه مکزیک توانست قهرمان زودهنگام ۲۰۱۷ لقب بگیرد و چهارمین عنوان قهرمانی جهان را کسب کند و به تعداد قهرمانی‌های آلن پراست و سباستین فتل برسد.

### فصل ۲۰۱۸
فصل ۲۰۱۸ اولین فصل در تاریخ فرمول یک بود که دو راننده با ۴ قهرمانی جهان با یک دیگر رقابت می‌کنند؛ یعنی سباستین فتل در سال‌های ۲۰۱۰_۲۰۱۱_۲۰۱۲_۲۰۱۳ و لوییس همیلتون در ۲۰۰۸_۲۰۱۴_۲۰۱۵_۲۰۱۷.
سباستین فتل در فکر اولین قهرمانی جهانش با فراری و عبور از لوییس همیلتون و جبران باخت سال گذشته اش به همیلتون بود. هر دو راننده تعداد قهرمانی‌های یکسانی داشتند و می‌خواستند ثابت کنند که از یکدیگر بهترند و این رقابت آن‌ها یکی دیگر از فصل‌های جذاب فرمول یک را رقم زد.
فصل با اقتدار به نفع فراری و فتل شروع شد و همگان می‌گفتند که امسال بالاخره سال فتل است. همیلتون و فتل رقابت سختی باهم داشتند و در یکی از مسابقات همیلتون ودر مسابقه دیگر فتل می‌برد و این دو پا به پای یکدیگر پیش می‌رفتند.
بالاخره نقطه تعیین‌کننده فصل فرا رسید. در مسابقه آلمان سباستین فتل ۱۷۱ امتیاز داشت و لوییس همیلتون ۱۶۳ امتیاز. در روز تعیین خط ماشین همیلتون به دلیل نقص فنی مسابقه را از رده ۱۴ ام شروع می‌کرد و سباستین فتل از رده اول. تقریباً دیگر با این نتیجه و فاصله زیاد فتل و همیلتون همه سباستین فتل را شانس اول برای قهرمانی در فصل ۲۰۱۸ می‌دانستند. در روز مسابقه همیلتون از رده ۱۴ ام استارت زد و یکی پس از دیگری از رانندگان سبقت می‌گرفت.
در دور ۵۴ ام از دور ۶۷ ام در حالی که سباستین فتل پیشتاز مسابقه بود و همیلتون خود را از رده ۱۴ ام به رده ۴ام رسانده بود. سباستین فتل با اشتباه خود به دیواره پیست برخورد کرد و از مسابقه ای که می‌توانست به راحتی ببرد و فاصله خود با همیلتون را زیاد کند با اشتباه تأثیر گذار خود آن فرصت را از دست داد.
بعد از آن بوتاس به پیت لین رفت تا لاستیک‌های خود را عوض کند اما آماده نبودن لاستیک‌ها همیلتون را از رده سوم به به رده دوم برد
قبل از این اتفاق قرار بود همیلتون بعد از بوتاس به پیت لین بیاید اما به دلیل آماده نبودن لاستیک بوتاس او در حال وارد شدن به پیت لین سریع مسیر حرکت خود را عوض کرد و دوباره وارد پیست شد تا زمانش بخاطر بوتاس هدر نرود.
حالا در اینجای مسابقه کیمی رایکونن در رده اول قرار داشت و بعد از او همیلتون و بوتاس. بخاطر کهنه شدن لاستیک‌های رایکونن او وارد پیت لین شد و هنگام خروج او در رده سوم مسابقه را ادامه داد و بوتاس در رده دوم و همیلتونی که از رده ۱۴ ام مسابقه را شروع کرده بود در رده اول قرار گرفت. بعد از آن همیلتون با دفاع‌های فوق‌العاده در برابر بوتاس رده اول خود را حفظ کرد و برنده مسابقه شد و با کسب ۲۵ امتیاز با مجموع ۱۸۸ امتیاز از فتل ۱۷۱ امتیازی فاصله خود با رقیب خود را زیاد کرد. بعد از این مسابقه و تأثیر روانی که این مسابقه روی سباستین فتل گذاشت او به صورت عجیبی افت کرد و دیگر آن سباستین فتل گذشته نشد و این اتفاق همراه با بردهای پشت سر هم همیلتون موجب پنجمین قهرمانی همیلتون و تاریخ سازی او کرد.

### فصل ۲۰۱۹
فرمول یک ۲۰۱۹ و ششمین قهرمانی جهان لوییس همیلتون
بار دیگر همیلتون یک فصل بی نقص را در فرمول یک با تیم مرسدس تجربه کرد و در همان نیم فصل ابتدایی ۲۰۱۹، با هشت پیروزی، با اقتدار در صدر جدول رده‌بندی قرار داشت. هم تیمی او، والتری بوتاس و دو رقیب جوان و اعجوبه‌های فرمول یک مکس ورستپن و چارلز لکلرک نتوانست رقیب جدی برای همیلتون باشند و او توانست در گرندپری آمریکا، ششمین قهرمانی جهان خود را جشن بگیرد و حالا در جدول بیشترین قهرمانی‌های فرمول یک، با یک عنوان کمتر نسبت به مایکل شوماخر، در رده دوم با شش قهرمانی قرار دارد. او در فصل این فصل با کسب ۴۱۳ امتیاز رکورد کسب بیشترین در یک فصل فرمول یک را شکست و به نام خود کرد.

### فصل تاریخی ۲۰۲۰
فصل ۲۰۲۰ را شاید بتوان بهترین فصل همیلتون حتی در سن ۳۵ سالگی دانست. فصلی که تمام رکوردهای تاریخی فرمول یک را از مایکل شوماخر گرفت و به نام خود زد.
در فرمول یک ۲۰۲۰ نیز همیلتون هم تیمی والتری بوتاس در تیم مرسدس بود. لوییس مسابقه اول فصل ۲۰۲۰ فرمول یک در اتریش را به هم تیمی ش واگذار کرد اما پر روحیه تر از قبل به مسابقه دوم در همان پیست برگشت و توانست اولین پیروزی فصل خود را کسب کند و حتی این روند خوب را در مسابقات بعدی نیز ادامه دهد. با پیروزی در مسابقه اسپانیا، فاصله ای نزدیک به ۴۰ امتیاز با رقبایش در جدول قهرمانی از جمله مکس ورستپن در رده دوم و هم تیمی اش والتری بوتاس در رده سوم باز کرده است. همیلتون پس از پیروزی در گرندپری پرتغال ۲۰۲۰ و ثبت یک رکورد جدید در تاریخ فرمول یک، حس لحظات فعلی خود را این گونه شرح داد، که پیش از به دست آوردن رکورد بیشترین پیروزی‌های تاریخ فرمول یک و کسب عنوان موفق‌ترین رانندهٔ تاریخ این رشته، این عناوین برای او تنها کی آرزو بود. سرانجام کسب نود و دومین پیروزی دوران ورزشی همیلتون باعث شد تا لوییس همیلتون، از مایکل شوماخر با مجموع ۹۱ برد پیشی گرفت و به عنوان موفق‌ترین راننده تاریخ این ورزش از نظر پیروزی در گرندپری‌ها شناخته شود. لوییس همیلتون با کسب پیروزی در مسابقه فرمول یک ترکیه ۲۰۲۰ با یک رانندگی خارق‌العاده و باور نکردنی در حالی که مسابقه را از رده ۶ام شروع کرده بود به هفتمین قهرمانی جهان خود رسید و با رکورد مایکل شوماخر از نظر تعداد قهرمانی‌های جهان برابری کرد.

### فصل ۲۰۲۱: نبرد مقابل ورستپن
همیلتون و ورستپن در طول فصل ۲۰۲۱ در چندین نبرد در پیست‌های مختلف شرکت داشتند.
در همان اوایل فصل، لویس همیلتون و مکس فرستاپن از ردبول به سرعت در جایگاه «رانندگان مورد علاقه» برای این فصل ظاهر شدند. در طول فصل، این دو بارها برتری در قهرمانی را بین خود جابه‌جا کردند و در بیشتر پیست‌ها با یکدیگر مسابقه دادند، که غالباً هم منجر به بحث و جدل می‌شد.
اولین برخورد این دو ابر راننده به مسابقه سیلوراستون انگلستان برمیگردد.
همیلتون و ورستپن در پیچ کاپس بهم برخورد کردند و ورستپن از مسابقه با نیروی تأثیر گذاری خارج شد و همیلتون مقصر شناخته شد
برخورد بعدی این دو راننده به مسابقه مونزا برمیگردد که ورستپن بعد از تلاش ناموفق برای رد شدن از همیلتون با رفتن روی کرب‌های پیست به روی سقف ماشین لوییس همیلتون می‌افتد و هر دو از مسابقه خارج می‌شوند بعد از این اتفاق ورستپن مقصر شناخته می‌شود
برخورد بعدی این دو راننده به مسابقه عربستان بر می‌گردد که در آن ورستپن بخاطر خارج شدن از پیست باید جای خود را به لوییس همیلتون می‌داد. او سرعت خود را در کفی کم کرد که خلاف قانون بود و وقتی همیلتون قصد داشت جایگاه خود را پس بگیرد او با ترمز ناگهانی و عمدی باعث برخوردش با همیلتون و شکستن بال جلوی همیلتون شد. که در آخر ورستپن مقصر شناخته شد
به هر صورت، این دو با امتیاز برابری وارد آخرین مسابقه فصل شدند با این تفاوت که ورستپن در جدول رده‌بندی به دلیل تعداد بردهای بیشتر از همیلتون پیشی گرفت تا این که در مسابقه تعیین‌کننده و پایانی در ابوظبی، ورستپن در دور آخر مسابقه از همیلتون سبقت گرفت و به این ترتیب هشتمین عنوان قهرمانی همیلتون را از او گرفت.

### فصل ۲۰۲۲
همیلتون برای فصل ۲۰۲۲ با جورج راسل هم تیمی بود
بعد از حدود ۳ ماه سکوت لوییس همیلتون بعد از اتفاقات ابوظبی، به فضای مجازی بازگشت و اعلام کرد که من رفته بودم و حالا برگشته ام.
او در مراسم رونمایی ماشین ۲۰۲۲ مرسدس بنز حاضر شد و اعلام کرد که با قدرت برای انتقام وارد فصل ۲۰۲۲ می‌شود
اما در سال ۲۰۲۲ با وجود مشکل پورپوزینگ (بالا و پایین رفتن مکرر بدنه به علت نوسان فشار هوا در زیر خودرو) در بسیاری از ماشین‌ها (که مرسدس بنز هم جزو آنها بود) و ترک بسیاری از متخصصان فنی مرسدس بنز به ردبول و فِراری؛ مرسدس بنز نتوانست عملکرد جالبی را مانند ۸ سال قبل به نمایش بگذارد و همیلتون برای اولین فصل در تاریخ حرفه ای خود فصل را بدون برد گذراند. در مجموع همیلتون توانست با ۹ سکو و ۲۴۰ امتیاز در رده ششم رانندگان قرار گیرد. همچنین مرسدس با کسب ۱ برد در برزیل و ۱۵ سکو و گرفتن ۵۱۵ امتیاز در رده سوم تیم‌های ده‌گانه قرار گرفت. این عملکرد تیم مرسدس بنز بدترین عملکرد در طول ۸ سال گذشته بود.
فصل ۲۰۲۳
ترکیب رانندگان مرسدس بنز برای این فصل مشابه فصل قبل خواهد بود. مرسدس ادعا دارد که برای فصل ۲۰۲۳ باز هم به جنگ قهرمانی باز خواهد گشت. جیمز وولوز رئیس استراتژی تیم مرسدس نیز مدیر تیم ویلیامز خواهد بود.

## فیلم
لوییس همیلتون در فیلمی مرتبط با فرمول یک که در تابستان سال ۲۰۲۵ ارائه می‌شود، نقش همکاری با تهیه‌کننده را دارد.